# Fitxer indexat
Un fitxer indexat és un fitxer informàtic amb un índex que permet accedir de manera aleatòria fàcil a qualsevol registre donada la seva clau de fitxer.
La clau ha de ser tal que identifiqui de manera única un registre. Si hi ha més d’un índex, els altres s'anomenen índexs alternatius. Els índexs es creen amb el fitxer i són mantinguts pel sistema.
IBM admet fitxers indexats amb el mètode d’accés seqüencial indexat (ISAM) a OS / 360 i successors. Els sistemes operatius d’emmagatzematge virtual d’ IBM van afegir VSAM, que admet fitxers indexats com a conjunts de dades de seqüència de claus (KSDS), amb més opcions. El suport per a fitxers indexats està integrat a COBOL i PL / I. Altres idiomes amb facilitats d'E / S més limitades, com ara C, admeten fitxers indexats mitjançant paquets de complement en una biblioteca d'execució com C-ISAM. Alguns dels sistemes operatius de Digital , com OpenVMS, admeten E / S de fitxers indexats mitjançant els serveis de gestió de registres .
En sistemes recents, sovint s'utilitzen bases de dades relacionals en lloc dels fitxers indexats.

## Suport lingüístic
El llenguatge COBOL admet fitxers indexats amb l'ordre següent a la secció FILE CONTROL
```
ORGANIZATION IS INDEXED
```

IBM PL / I utilitza l'atribut de fitxer ENVIRONMENT(INDEXED) o ENVIRONMENT(VSAM) per declarar un fitxer indexat.